# Xã South Bloomfield, Quận Morrow, Ohio
Xã South Bloomfield (tiếng Anh: South Bloomfield Township) là một xã thuộc quận Morrow, tiểu bang Ohio, Hoa Kỳ. Năm 2010, dân số của xã này là 1.752 người.